# Čierna
Čierna (612 m n.p.m.) – szczyt górski na północno-zachodnim skraju pasma górskiego Wyhorlat w Łańcuchu Wyhorlacko-Gutyńskim Wewnętrznych Karpat Wschodnich.
Čierna leży w obrębie poligonu wojskowego Vojenský obvod Valaškovce. Przez szczyt nie przebiegają znakowane szlaki turystyczne.
Źródło: 
- Mária Fábryová, Juraj Kordováner (red.) Vihorlatské vrchy. Zemplínska šírava. 1:50 000. Turistická mapa. 2. vydanie, VKÚ, š.p., Harmanec 1999, ISBN 80-8042-138-2.